# هيرمان كولبه
 هيرمان كولبه (بالألمانية: Hermann Kolbe) هو كيميائي ألماني عاش بين (27 سبتمبر 1818-25 نوفمبر 1884) ويعد مساهما رئيسيا في ولادة الكيمياء العضوية الحديثة وأستاذ في ماربورغ ولايبزيغ.
وضع كولبه مصطلح التخليق، وساهم في زوال ما يتعلق بالمذهب الحيوي الفلسفي من خلال تخليق منتج طبيعي بيولوجي وهو على سبيل المثال حامض الخليك من ثاني كبريتيد الكربون، النظرية البنيوية عبر تعديلات على فكرة ال«جذر كيميائي» والتنبؤ الدقيق عن وجود الكحولات الثنائية والثلاثية، وإلى مجموعة من التفاعلات العضوية الناشئة من خلال تفاعل كولبه لأملاح الكربوكسيلات، في تفاعل كولبه-شميت في إعداد أسبرين، وتخليق النتريل كولبه. بعد دراسات مع فولر وبنسن، شارك كولبه مع تدويل مبكر الكيمياء من خلال العمل في الخارج في لندن (مع فرانكلاند)وارتفع خلال نظرائه في الحقل لتحرير Journal für Praktische Chemie حيث يتم انتخابه إلى الأكاديمية السويدية الملكية للعلوم، وللفوز بميدالية ديفي الجمعية الملكية في لندن في سنة وفاته. على الرغم من هذه الإنجازات فقد قام بتدريب الجيل القادم من الكيميائيين (بما في ذلك الكسندر زايتسيف ميخائيلوفيتش، ثيودور كورتيوس إرنست أوتو بيكمان، كارل جريبى، فلاديمير ماركوفينيكوف، الخ)، ولقد ذكر كولبه كمحرر لل'مجلة' لأكثر من عقد من الزمان، حيث رفضه كيكولة رفض إقرار الشكل البنائى للبنزين، فانت هوف نظرية حول أصل تدوير اليد، وأدولف فون باير كانت صورة إصلاحات التسميات حاسمة شخصيا. كولبه توفي بنوبة قلبية في لايبزيغ في سن ال 68، بعد ست سنوات من وفاة زوجته، شارلوت. وقد خلف وراءه أربعة أطفال.

## اقرأ أيضاً
- تفاعل كولبة-شميت
- هوغو شيف

## روابط خارجية
- هيرمان كولبه على موقع الموسوعة البريطانية (الإنجليزية)